# Alexandra Marinina
Alexandra Marinina (en cyrillique : Александра Маринина) est une criminologue et romancière russe, auteur de romans policiers.

## Biographie
Alexandra Marinina (de son vrai nom Marina Anatolievna Alexeïeva) est née le 16 juin 1957 à Lvov (Ukraine). Elle a vécu à Léningrad (aujourd'hui Saint-Pétersbourg) jusqu'en 1971 avant de s'installer à Moscou, où elle achève en 1979 ses études à la Faculté de Droit de l'Université d'État Lomonossov de Moscou (МГУ им. Ломоносова).
Elle entre en 1980 à l'Académie du Ministère de l'Intérieur (МВД) de l'Union soviétique avec le grade de lieutenant de police. Elle y étudie la criminologie et y soutient en 1986 une thèse sur « la personnalité des criminels violents et la prévention de la récidive ». Elle a publié depuis 1987 plus d'une trentaine d'articles de recherche sur ce thème dont Crime and crime prevention in Moscow publié par l'UNICRI.
En 1994, elle devient directrice adjointe et rédactrice en chef du service d'édition de l'Institut Juridique Moscovite du Ministère de l'Intérieur de Russie. Elle prend sa retraite en 1998 avec le grade de lieutenant-colonel de police.

## Activité littéraire

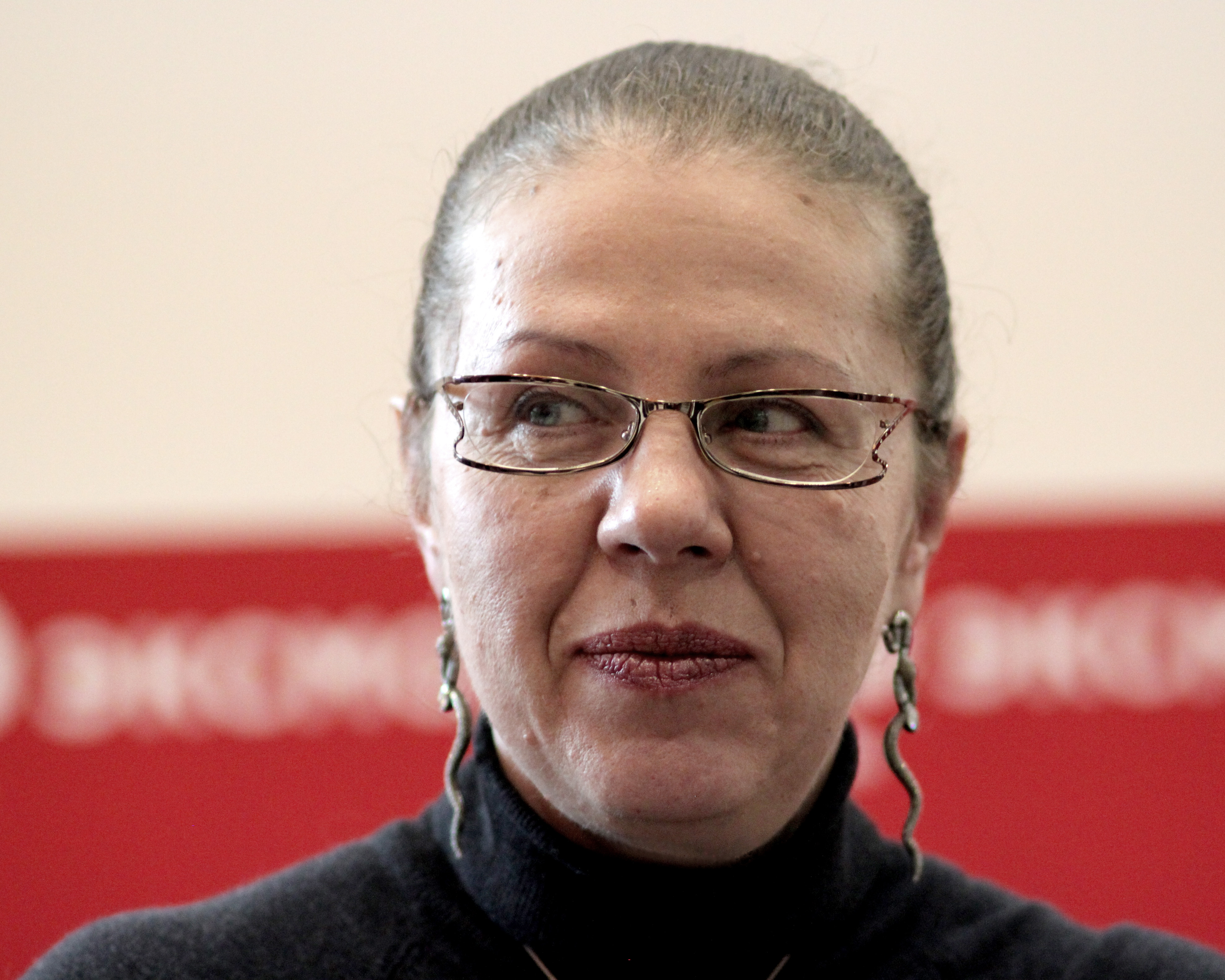
Alexandra Marinina, en septembre 2010, au Salon international du livre de Moscou.

En 1991, elle écrit en collaboration avec son collègue Alexandre Gorkine un premier récit policier : Le séraphin à six ailes (Шестикрылый Серафим), publié à l'automne 1992 dans le magazine Militsiïa (« La police »). 
Concours de circonstances (Стечение обстоятельств), son récit suivant, qu'elle écrit seule, est publié à l'automne 1993 dans Militsiïa. L'héroïne fétiche de Marinina, Anastassia Kamenskaïa, y apparaît pour la première fois.
Les romans de Marinina (une trentaine à ce jour) sont publiés en Russie dans la collection de romans policiers Tchornaïa kochka (Чёрная кошка, « Le chat noir ») des éditions Eksmo (Эксмо) depuis avril 1995.
En 1998, lors de la Foire Internationale du Livre de Moscou, Marinina reçoit le titre d'« écrivain de l'année » pour avoir vendu le plus de livres en 1997. Elle est également nommée « succès de l'année » par le magazine Ogoniok. Les livres de Marinina ont été traduits dans plus de vingt langues.
En 1999, les aventures de Kamenskaïa, une femme major de police russe, ont été l'objet d'une série télévisée, créée par Youri Moroz en 2000 et diffusée dans plusieurs pays de langue russe. Le rôle principal y est tenu par Ielena Iakovleva,.

## L'œuvre de Marinina
Les romans de Marinina se distinguent de la majorité des romans policiers russes actuels par leur finesse psychologique. Là où beaucoup d'auteurs russes se complaisent dans l'étalage de violence et de sexe et dans la fascination pour la mafia et ses mœurs, Marinina propose des intrigues plus solides, mettant en scène l'incorruptible Anastasia Kamenskaïa, où l'auteur se refuse à toute vulgarité. Ses romans offrent aussi une description réaliste des problèmes quotidiens de la Russie d'aujourd'hui. Il y a assez peu d'action dans ses récits, dont une grande part est consacrée à décrire les méthodes de travail et d'analyse des enquêteurs, mais aussi leurs relations de travail et leurs difficultés personnelles.

## Ouvrages de Marinina traduits en français

### Série Anastasia Kamenskaya
1. Le Cauchemar (Украденный сон), Paris, Éditions du Seuil, 1997 (traduit par Galia Ackerman et Pierre Lorrain) (#3)[Notes 1]
2. La Mort pour la mort (Смерть ради смерти), Paris, Éditions du Seuil, 1999 (traduit par Galia Ackerman et Pierre Lorrain) (#5)
3. La Mort et un peu d'amour (Смерть и немного любви), Paris, Éditions du Seuil, 2000 (traduit par Galia Ackerman et Pierre Lorrain) (#7)
4. La Liste noire (Чёрный список), Paris, Éditions du Seuil, 2001 (traduit par Galia Ackerman et Pierre Lorrain) (#8)[Notes 2]
5. Je suis mort hier (Я умер вчера), Paris, Éditions du Seuil, 2003 (traduit par Galia Ackerman et Pierre Lorrain) (#18)
6. Le Styliste (Стилист), Paris, Éditions du Seuil, 2004 (traduit par Galia Ackerman et Pierre Lorrain) (#13)
7. Ne gênez pas le bourreau (Не мешайте палачу), Paris, Éditions du Seuil, 2005 (traduit par Galia Ackerman et Pierre Lorrain) (#12)
8. L'Illusion du péché (Иллюзия греха), Paris, Éditions du Seuil, 2007 (traduit par Galia Ackerman et Pierre Lorrain) (#14)
9. Le Requiem (Ревкием), Paris, Éditions du Seuil, 2010 (traduit par Galia Ackerman et Pierre Lorrain) (#19)
10. La 7ème victime (Седьмая жертва), Paris , Éditions du Seuil, 2011 (traduit par Ackerman et Pierre Lorrain) (#21)
11. Quand les Dieux se moquent (Когда боги смеются), Paris , Calmann-Lévy, 2012 (traduit par Ackerman et Pierre Lorrain) (#22)

### Autre roman
- Celui qui sait (Тот, кто знает), Paris, Éditions du Seuil, 2009 (traduit par Galia Ackerman et Pierre Lorrain)